# Еріх Адікес
Еріх Адікес (нім. Erich Adickes; 29 червня 1866, Бремен — 8 липня 1928, Тюбінген) — німецький філософ, професор. 

## Біографія
Еріх Адікес народився 29 вересня 1866 в німецькому місті Бремен.
Здобув освіту в Тюбінгенському університеті і Берлінському університеті імені Гумбольдта.
У 1887 році, по захисту дисертації, Еріх Адікес отримав докторський ступінь.
У 1895 році очолив кафедру філософії в Університеті імені Християна Альбрехта в Кілі.
Починаючи з 1902 року, Еріх Адікес викладав філософію в Мюнстерському університеті (нині Вестфальський університет імені Вільгельма).
Еріх Адікес запам'ятався сучасникам, як затятий критик і противник філософських теорій Ганса Файхінгера. Він виступав проти ідеї матеріалізму, а також проти «моністичної натурфілософії» дарвініста Ернста Геккеля і стверджував, що матерія не існує об'єктивно, що це «питання нашого розуму», «стан свідомості». Атоми є лише допоміжними поняттями розуму. Він заперечував можливість наукового пізнання об'єктивного світу.
У 1907 році Адікес запропонував концепцію чотирьох світоглядів: догматичного (доктринерського), агностичного (скептичного), традиційного та інноваційного, передбачивши цим концепції психологічних типів 20 століття.
Адікес був членом братства Tübinger Burschenschaft Derendingia.
Еріх Адікес помер 8 липня 1928 року в місті Тюбінген у віці 61-го року.